# Concilio Provincial Tarraconense
El Concilio Provincial Tarraconense fue una reunión convocada por la Conferencia Episcopal Tarraconense de los obispos con sede en Cataluña que se celebró del 21 de enero al 4 de junio del 1995 para profundizar en las propuestas del Concilio Vaticano II.
La inauguración y clausura se hicieron en la Catedral de Tarragona y las sesiones conciliares en el Casal Borja de San Cugat del Vallés.  Las 170 resoluciones de este concilio, articuladas en cuatro capítulos sobre el evangelización, los sacramentos, la pobreza y la coordinación entre las diócesis,  se entregaron al papa Juan Pablo II el 12 de julio de 1995, y la Santa Sede dio el visto bueno en mayo del 1996.
Durando los debates, el obispo de Solsona, Antoni Deig, expuso que la unidad pastoral de Cataluña se tendría que concretar en la creación de la Conferencia Episcopal Catalana, que no necesariamente tendría que romper con la Iglesia española.
El junio del 2005 se celebró el décimo aniversario del concilio provincial con una nueva reunión de los obispos con sede en Cataluña, religiosos, religiosas, laicos y laicas de las parroquias y obispados catalanes para valorar y redefinir las propuestas que se aprobaron. El papa Benedicto XVI animó a poner en práctica las conclusiones del concilio en un saludo a los participantes en la reunión.